# Sidi Muhammad al-Ayyashi
El sidi Muhàmmad al-Ayyaixí fou un cap religiós i polític del Marroc, a Salé i la regió del Gharb a la primera meitat del segle xvii.
Fou un deixeble del sant sidi Abd-Al·lah ibn Hassun as-Salasí. Es va establir a Azemmour com el seu mestre li havia indicat i es va dedicar al gihad contra els infidels i va adquirir una gran experiència i una gran fama. El cadi d'Azemmour estava encantat de tenir un oficial de tanta vàlua; a la mort del cadi el sultà de Marràqueix, Zaydan ibn Àhmad, va demanar consell sobre el seu successor i la figura de Muhàmmad va aparèixer ràpidament i fou designat.
De seguida va fer estrènyer el setge sobre el cap de pont portuguès de manera que aquestos no tenien espai ni per pasturar als ramats. Els portuguesos van subornar a cortesans de la cort de Zaydan per aconseguir que el sultà ordenés aixecar el bloqueig però no fou suficient; els portuguesos van assegurar llavors que el caid aspirava al poder sobirà i Zaydan va enviar llavors un emissari de nom Muhàmmad as-Sanussí amb 400 cavaller per deposar Sidi Muhammad i executar-lo; l'emissari però, sabent que el caid era innocent, el va deixar escapar cap a Salé.
Aquí els habitants locals li van explicar que patien atacs dels cristians i Sidi Muhammad va decidir posar-se al front d'un grup per combatre els cristians que foren anomenats els "Voluntaris de la Fe"; amb molta dificultat es van poder reunir 400 armes i amb aquest grup va atacar als cristians a Mamura; es va iniciar un combat que va durar moltes hores i al final 400 cristians havien mort i només 170 musulmans. Zaydan va tenir notícies dels fets i va ordenar al seu governador a Salé, al-Zaruri, de capturar per sorpresa a Sidi Muhammad. El governador local va enviar a alguns andalusins de Salé a espirar a Sidi Muhammad per intentar saber les seves intencions. Mentre havia rebut ordes de fer una expedició a la regió del Draa. L'anterior expedició amb 400 cavallers, s'havia allargat massa i els que la formaven, de majoria andalusins, havien desertat; quan es va saber que al-Zaruri preparava un nou cos per tornar al Draa va esclatar una revolta; els notables van demanar al sultà Zaydan ibn Ahmad la deposició del governador que efectivament es va produir; es va enviar una carta al sultà en la qual es manifestava l'adhesió del poble a la seva persona. Zaydan va enviar com a nou governador al mameluc Adjib però aquest fou assassinat al cap de poc pels andalusins sense haver aconseguit mai fer-se obeir; llavors va esclatar la revolta oberta; els andalusins van saquejar la població i això es va ajuntar a que els bandits infectaven els camins i els comerciants i notables es van dirigir a Sidi Muhammad. Aquest va acceptar, va pacificar la ciutat i va organitzar el govern local. Després va reunir a tots els notables i caps tribals de la regió i es va fer reconèixer en una convenció escrita com a cap suprem al que es conferia l'autoritat sobirana i prometien que lluitarien al seu costat contra els infidels de manera lleial final al final.
No tothom va estar d'acord. Al-Nasir ibn al-Zubayr, cap de la tribu dels cheragues, es va revoltar, però fou sotmès i després perdonat. Es van rebel·lar també els Walad Adjiz dirigit per al-Haghi. Després foren els Hayana, que servien a Ahmad ibn Zaydan i havien atacat als habitants de Fes (vers 1627 o 1628), que també van acabar sotmesos pagant una multa. Ahmad ibn Zaydan fou empresonat (agost de 1628). Tots els que s'havien revoltat contra la seva autoritat van acabar sotmesos.
Feia uns anys, el 20 de novembre de 1613, al-Mamun ibn Ahmad de Fes, havia cedit Larraix als castellans. Sidi Muhammad no va trigar a assetjar la ciutat l'hivern del 1630 al 1631. Una flota castellana fou capturada i saquejada i es van fer tres-cents presoners; el capità castellà fou venut al paixà d'Alger. Es van fer altres intents que no van reeixir i diversos atacs contra els cristians. El juny de 1639 va derrotar els cristians a Elbridja. El seu govern s'estenia per Salé, el Ghab i Tamesma. Durant els seus atacs a Larraix els andalusins van estar sovint al costat dels castellans i al-Ayyashi va aconseguir una fàtua que reconeixia que era licit combatre els andalusins per haver traït la causa de l'islam. La zawiya d'al-Dila va intervenir davant al-Ayyashi per impedir fer la guerra als andalusins, però la negativa fou rotunda i clara.
La zawiya va declarar la guerra. Al-Ayyashi però va derrotar el contingent enviat per la zawiya. Els àrabs que havien donat suport al xeic d'al-Dila, Abu-Abd-Al·lah Muhàmmad al-Hajj, foren castigats. Després va anar a Tànger en una incursió contra els cristians i a la tornada va torbar grups berbers aliats a forces d'al-Dila i eren a la rodalia d'Azghar; estaven disposats a liquidar a al-Ayyashi. Aquest volia refusar el combat i destinar forces a lluitar contra els infidels, però el seu entorn el va incitar a combatre. Mort el seu cavall la batalla va acabar en desastre.
Al-Ayyashi va fugir al país de Kholth on la majoria de caps dirigits per al-Karradi donava suport a al-Hadjdj. Al-Ayyashi va restar uns dies al país fins que fou assassinat a un lloc anomenat Ain al-Kosob (30 d'abril de 1641). El seu cap fou tallat i portat a Salé, però els rumors que el cap recitava l'Alcorà va fer por a la gent i el cap fou retornat al seu lloc amb la resta del cos.